# Golfo de Motovski
El golfo de Mótovski (en ruso: Мо́товский зали́в, Mótovski zaliv) es un pequeño entrante del mar de Barents localizado en la costa noroccidental de la península de Kola. Administrativamente, sus aguas y costas pertenecen al óblast de Múrmansk de la Federación de Rusia. El río Titovka desagua en el golfo.